# Ma (espacio negativo)

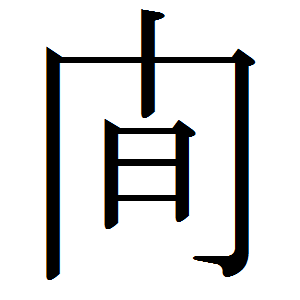
Ryakuji japonés, o "carácter abreviado" de 間.

Ma (間) es un término japonés que podría traducirse como pausa, espacio, abertura o intervalo. No es simplemente un vacío o la ausencia de contenido sino que se trata de un espacio consciente, una respiración que permite poner en valor las otras partes de la obra o incluso crear nuevos significados. Según la filosofía japonesa, ese espacio estaría lleno de energía, y podría inducir un estado contemplativo en el cual es posible apreciar la expansión del espacio y del tiempo.

## El Ma en las artes

Shōrin-zu byōbu — parte izquierda de un díptico por Hasegawa Tōhaku

El Ma no puede ser entendido por sí mismo sino en relación con su contexto: los elementos presentes delimitan el espacio vacío. En ese sentido, la comprensión del Ma permite la conciencia simultánea de la forma y de la contraforma de un motivo artístico, por ejemplo. Los ejemplos de Ma pueden encontrarse en muchas artes, desde los espacios en blanco de las pinturas japonesas a las pausas dramáticas de los actores de teatro nō y a los momentos en silencio de las películas del director Yasujirō Ozu. En la música, el Ma es los silencios o en los intervalos entre las notas. En la danza, el Ma está presente en los contornos de los bailarines detenidos en una pose y en la asimetría de las formas negativas que los contornos producen.
Como parte de la estética japonesa, el Ma está ligado a otros conceptos en la composición como son la idea de desequilibrio o asimetría y la ausencia de centro. Este tipo de composición se consigue gracias a la atención en la disposición y el espaciamento de unos objetos respecto a otros (por ejemplo, en una bandeja de sushi), así como la creación de espacios vacíos delimitados por una disposición asimétrica (por ejemplo, en un ramo de flores arreglado según el ikebana). También es importante la relación que tienen los detalles respecto al espacio negativo, y de las partes respecto al todo.